# 고이케 다이키
고이케 다이키(일본어: 小池 大喜, 1996년 12월 8일~)는 일본의 축구 선수이다.

## 구단 경력
그는 2019년 J3리그의 블라우블리츠 아키타에 입단했다. 2021년부터 2022년까지 YSCC 요코하마와 반라우레 하치노헤에서 뛰었다.